# Señorío de Albacete
El señorío de Albacete fue un señorío jurisdiccional español que comprendía la villa de Albacete.

## Historia
El señorío de Albacete fue creado por Carlos V en 1526 y regalado a su esposa, Isabel de Portugal, como presente de boda a mediados de marzo del mismo año. El rey comunicó la decisión al concejo de Albacete a través de una cédula real y una provisión el 18 de abril. Para ello, designó a dos miembros del consejo de la emperatriz, el comendador Rodrigo Enríquez y el doctor Garcés, para tomar posesión de la villa. 
El 30 de abril la reina mandó al doctor Garcés a la toma de posesión y el 24 de junio designó a Alonso Pérez de Vargas como alcalde mayor. El 7 de junio de 1526 se celebró finalmente la toma de posesión por la que Isabel de Portugal se convirtió oficialmente en señora de Albacete, cargo que ejerció hasta su muerte en 1539, siendo la única persona en haber ostentado dicho cargo.
La villa celebró por todo lo alto el señorío de la emperatriz, para lo que se gastaron 6679 maravedís.